# Novo Celje
Novo Celje – wieś w Słowenii, w gminie Žalec. W 2018 roku liczyła 14 mieszkańców.